# Abschrecken (Metallurgie)
Abschrecken ist ein Schritt der Wärmebehandlung von Metallen. Bei diesem Verfahren wird das metallische Werkstück von einer sehr hohen Temperatur sehr schnell abgekühlt – es wird abgeschreckt. Zum Abkühlen werden Abschreckmittel verwendet, Wasser, Öl, Luft oder auch Zwischenbäder, wobei die Wahl des Abschreckmittels die Zusammensetzung des Stahls und die Abmessungen des Werkstücks berücksichtigen muss. Die Abschreckwirkung des Abschreckbades hängt von der spezifischen Wärmekapazität, der Wärmeleitfähigkeit, der Verdampfungsenthalpie und der Siedetemperatur ab. Die Wirkung des Abschreckens ist dementsprechend je nach Metall und Legierung unterschiedlich.
Aufgrund der durch die Wärmeleitfähigkeit gegebenen Grenzen und der Tatsache, dass beim Abschrecken Wärme von der Oberfläche des Werkstücks abgeführt wird, entsteht ein Abkühlgradient zwischen der Oberfläche und dem Zentrum des Werkstücks.
- Stahl: Bei Stahl kann sich während des Abschreckens (sehr schnelle Abkühlung von der Rotglut auf Raumtemperatur) eine bestimmte Kristallstruktur (Martensit) ausbilden, die dem Stahl eine ausreichende Härte verleiht, aber auch unerwünschte innere Spannungen hervorruft, die zu Sprödigkeit und Verzug führen.[2] Abhängig von der Zusammensetzung des Stahls unterscheiden sich die Verfahrensparameter wie Temperatur, Abschreckmedium und Dauer der Behandlung. Siehe auch Umwandlungshärtung beim Stahl.

- Nichteisenmetalle: Nichteisenlegierungen (insbesondere aushärtbare Aluminiumlegierungen) werden durch eine Abschreckglühung (genauer: Homogenisierungsglühung) dagegen weicher und umformbarer. Auch Kupfer, das durch Kaltverformung hart und spröde geworden ist, kann man durch Erholungsglühen (Rekristallisationsglühen) mit anschließendem Abschrecken wieder zäh und zugleich zunderfrei bekommen.